# Ясные Зори (Владимирская область)
Я́сные Зо́ри — деревня в Вязниковском районе Владимирской области России, входит в состав Стёпанцевского сельского поселения.

## География
Деревня расположена на берегу речки Важель в 7 км на юго-запад от центра поселения посёлка Стёпанцево и в 41 км на юго-запад от города Вязники.

## История
В конце XIX — начале XX века деревня называлась Сварухи и входила в состав Воскресенской волости Судогодского уезда, с 1926 года — в составе Вязниковского уезда. В 1859 году в деревне числилось 32 двора, в 1905 году — 45 дворов, в 1926 году — 35 дворов.
С 1929 года деревня являлась центром Сварухинского сельсовета Вязниковского района, с 1935 года — в составе Степанцевского сельсовета Никологорского района, с 1963 года — в составе Вязниковского района, с 2005 года входит в состав Стёпанцевского сельского поселения.
В 1965 году деревня была переименована в Ясные Зори.

## Население
| 1859 | 1905 | 1926 | 2002 | 2010 | 2021 |
| ---- | ---- | ---- | ---- | ---- | ---- |
| 213  | ↘192 | ↗211 | ↘16  | ↘3   | ↘1   |